# العلاقات البوركينية الليبية
 تشير العلاقات بين بوركينا فاسو وليبيا إلى العلاقة الحالية والتاريخية بين دولة ليبيا وجمهورية بوركينا فاسو. تحتفظ ليبيا بسفارة في عاصمة بوراكينا واغادوغو وبوركينا فاسو في العاصمة الليبية طرابلس.

## التاريخ
في أكتوبر 1982، أي قبل شهر واحد فقط من الإطاحة به، قام الحاكم العسكري البوركيني العقيد ساي زربو بزيارة دولة إلى طرابلس.
كانت العلاقات بين الزعيم الليبي معمر القذافي وحكومة توماس سانكارا، الماركسي والبوركيني من أصل أفريقي، قريبةً في البداية بعد تولي سانكارا السلطة في انقلاب عسكري في عام 1983. قبل الانقلاب، كانت بوركينا فاسو معروفة بجمهورية فولتا العليا وقد دعى سانكارا، كرئيس للوزراء تحت حكم الرائد الدكتور جان بابتيست ويدراوغو، القذافي إلى واغادوغو. التقى القذافي المفتون بسانكارا، فقط مع ضابط التفكير الثوري الشاب وليس مع الرئيس ويدراوغو، مما تسبب في احتكاك كبير بين سانكارا ورئيسه في ذلك الوقت. يُفترض أن هذا قد ساهم في أسباب سجن سانكارا على يد ويدراوغو، وهو ما ساعد في النهاية على الانقلاب العسكري الذي قاده سانكارا والذي أطاح بويدراوغو. في 6 أغسطس 1983، وبعد يومين فقط من الانقلاب، أرسل القذافي طائرة جوية مليئة بالمساعدات للحكومة الجديدة - ومع ذلك، طلب سانكارا من الليبيين التوقف عن إرسالها. في ديسمبر من ذلك العام قام القذافي بزيارة أخرى إلى ويدراوغو، برفقة 450 من الحراس الشخصيين.
اندرجت العلاقات القوية مع بوركينا فاسو، والتي حاول تغييرها جذريًا من خلال ما أطلق عليه «الثورة الديمقراطية والشعبية»، مباشرة في خطط القذافي لتوسيع النفوذ الليبي إلى أفريقيا في جنوب الصحراء الكبرى. ومن الناحية الاقتصادية، كانت قيمة التجارة الدولية بين البلدين منخفضة، وما زالت كذلك حتى يومنا هذا. وفي أكتوبر 1985، تبادل سانكارا زيارات القذافي من خلال لقائه في طرابلس، بعد عودته من زيارة إلى موسكو.
ورغم العلاقات الوثيقة المبكرة، تدهورت العلاقة بين سانكارا والقذافي في النهاية. وفي 15 أكتوبر 1987، قاد صديق وزميل سانكارا السابق بليز كومباوري انقلابًا عسكريًا آخر، أدى إلى مقتل سانكارا وجعل نفسه رئيسًا. وفقًا لبعض التقارير، كان الانقلاب على الأقل جزئيًا من قبل الليبيري تشارلز تايلور، وهو في ذلك الوقت حليف وثيق لنظام القذافي. كان كونباوري قد سبق له خلال الثمانينيات من القرن الماضي ضمان إطلاق سراح تايلور عندما كان محتجزًا في أحد السجون الغانية وقدم تايلور إلى القذافي.
لقد بذلت ليبيا جهدًا لإعادة التعاون الوثيق مع عدد من الزيارات الرسمية التي تلت الانقلاب. وبحلول عام 1988، كانت العلاقات أفضل مما كانت عليه في عهد سانكارا. ومع مكانة ليبيا كدولة منبوذة، بقى كومباوري حليفًا ليبيًا مقربًا، وقد زار طرابلس عدة مرات، كما أدان الغارات الجوية الأمريكية ضد ليبيا، وحافظ على تعاون عسكري وثيق، وأسس البنك العربي الليبي المشترك بوركينا. وبصفتها وسيطًا لليبيا، فقد انخرطت بوركينا فاسو بشدة في الحرب الأهلية الليبيرية الأولى والحرب الأهلية في سيراليون، فأرسلت الأسلحة ونشرت قوات للجبهة الوطنية الليبرية التابعة لتشارلز تايلور.
كانت علامة على العلاقات الوثيقة بين بوركينا فاسو وليبيا في مطلع الألفية إنشاء تجمع دول الساحل والصحراء، الذي كان كلا البلدين من الأعضاء المؤسسين له. أصبحت العلاقات أكثر تعقيدًا في القرن الحادي والعشرين عندما اندلعت الحرب الأهلية الليبية عام 2011. في 24 أغسطس 2011، وبعد سقوط طرابلس في أيدي المتمردين، أعلنت بوركينا فاسو أنها توقفت عن الاعتراف بالجماهيرية العربية الليبية الشعبية الاشتراكية العظمى، وبدلًا من ذلك اعترفت بالسلطة المنافسة المجلس الوطني الانتقالي. ومع ذلك، قدمت البلاد في البداية عرض لجوء إلى القذافي، مع أنها كانت من الدول الموقعة على المحكمة الجنائية الدولية، والتي اتهمت الزعيم الليبي بارتكاب جرائم ضد الإنسانية. تم سحب العرض لاحقًا في 7 سبتمبر. تم القبض على معمر القذافي وقَتله في 20 أكتوبر 2011.
بعد ثلاث سنوات، جاء دور الرئيس بليز كومباوري للإطاحة به. اندلعت انتفاضة بوركينا فاسو عام 2014 في أواخر أكتوبر 2014، مما أجبر كومباوري في النهاية على الاستقالة والهرب من البلاد. كما اضطر ييرو بولي وزير الدفاع منذ عام 2004 إلى ترك منصبه وكسفير بوركيني في ليبيا بين عامي 1988 و1995. في اليوم الأول من الانتفاضة، هدم متظاهر في بوبوديولاسو تمثالًا لكومباوري - تاركًا تمثالًا مجاورًا للقذافي، تم تشييده في منتصف التسعينيات، بدون تغيير.
تتمثل علامة التبادل الثقافي بين بوركينا فاسو وليبيا خلال عهد القذافي في إشراك لاعبي كرة القدم من بوركينا فاسو في الرياضة الليبية - ومن بينهم هارونا باموجو ووبيير كوليبالي وبول كوليبالي.